# Gliese 680
Gliese 680 (GJ 680 / HIP 86057 / CD-48 11837) es una estrella en la constelación de Ara, el altar, situada visualmente a poco más de 1º de λ Arae.
Con magnitud aparente +10,14, no es visible a simple vista. 
Actualmente se encuentra a una distancia de 31,9 años luz, y su máximo acercamiento al sistema solar tendrá lugar dentro de ~ 184.000 años, cuando se aproximará a menos de 15 años luz.
Gliese 680 es una enana roja de tipo espectral M3V con una temperatura superficial de 3540 K, muy semejante a otras enanas de nuestro entorno como Struve 2398 A, Gliese 628 o Gliese 687.
Su radio es la mitad del radio solar y tiene una luminosidad en el espectro visible equivalente al 0,74% de la luminosidad solar; sin embargo, si se incluye la radiación infrarroja emitida —importante en una estrella de sus características—, su luminosidad bolométrica asciende hasta el 3,3% de la que tiene el Sol.
Es posible que sea una estrella variable, recibiendo la denominación de variable provisional NSV 9166.
El sistema estelar conocido más cercano a Gliese 680 es 41 Arae, distante 3,7 años luz.